# Wonieść (gromada)
Wonieść – dawna gromada, czyli najmniejsza jednostka podziału terytorialnego Polskiej Rzeczypospolitej Ludowej w latach 1954–1972.
Gromady, z gromadzkimi radami narodowymi (GRN) jako organami władzy najniższego stopnia na wsi, funkcjonowały od reformy reorganizującej administrację wiejską przeprowadzonej jesienią 1954 do momentu ich zniesienia z dniem 1 stycznia 1973, tym samym wypierając organizację gminną w latach 1954–1972.
Gromadę Wonieść z siedzibą GRN w Wonieściu utworzono – jako jedną z 8759 gromad na obszarze Polski – w powiecie kościańskim w woj. poznańskim, na mocy uchwały nr 26/54 WRN w Poznaniu z dnia 5 października 1954. W skład jednostki weszły obszary dotychczasowych gromad Gniewowo, Jezierzyce, Karmin, Spławie, Wonieść i Zygmuntowo oraz miejscowość Parsko z dotychczasowej gromady Parsko ze zniesionej gminy Stare Bojanowo, a także część wsi Gryżyna (łąki – parcela nr 39) z dotychczasowej gromady Gryżyna ze zniesionej gminy Racot – w tymże powiecie. Dla gromady ustalono 16 członków gromadzkiej rady narodowej.
Gromadę zniesiono 1 stycznia 1960, a jej obszar włączono do gromady Stare Bojanowo w tymże powiecie.